# Mussorgsky (filme)
Mussorgsky (em russo:  Мусоргский, transl. Musorgskiy) é um filme biográfico soviético de 1950 do gênero drama, escrito por Anna Abramova e Grigoriy Roshal, também responsável pela direção, e produzido pela Lenfilm. A obra retrata a vida de Modest Mussorgsky, sua ascensão como um dos mais notáveis compositores clássicos da Rússia, incluindo sua colaboração com "Os Cinco" e a primeira produção e exibição de sua ópera, Boris Godunov, no Teatro Mariinski.
O longa-metragem foi inscrito no Festival de Cinema de Cannes de 1951, pouco após a estreia original. Em 1973, o filme foi restaurado pela Mosfilm a partir de um dos rolos de fita originais.

## Roteiro
O filme, focalizando o ano de 1850, em São Petersburgo e, reproduzindo fielmente o cenário histórico, fala sobre as atividades da associação de compositores "Os Cinco", que se inspiraram na arte popular russa. Estes e outros intelectuais da época, inseriram-se na vida camponesa, e produziram obras, cujo teor, claramente desenvolvidos, despertariam o interesse do público leitor, para a vida camponesa e suas dificuldades e injustiças. Por esta época, a obra de Mussorgsky, revela-se inserida dentro de um processo criativo e brilhante. O jovem Mussorgsky, funcionário público e músico, decidira-se a dedicar sua vida à música e torná-la propriedade do povo. Somente sua mãe o apóia em seus empreendimentos “ignóbeis”. Ele abandona o serviço militar e pondera escrever uma obra sobre os camponeses, junto com membros dos "Os Cinco", com os quais se reunia assiduamente. O "Os Cinco" se reunia no "Balakirev's" [a casa de Balakirev.]. Deste grupo faziam parte Aleksandr Borodin, César Cui, Modest Mussorgsky e Nikolai Rimsky-Korsakov. O Grupo dos Cinco influenciou muitos dos grandes compositores russos que lhe sucederam, como Sergei Prokofiev, Igor Stravinsky e Dmitri Shostakovich.  A Imperial Musical Society não satisfeita com as atividades dos compositores; exclui Mily Balakirev. O escritor Vladimir Stasov expressa sua opinião chamando o jornal da Sociedade de mentirosos musicais, terminando no tribunal por difamação e sendo processado por uma multa monetária. Durante um julgamento, muitos apoiadores de "Os Cinco" são apresentados.
Por esta época, Mussorgsky narra como pretendia compor sua primeira ópera. Em seguida, ele vai para o campo onde descobre as condições humildes dos camponeses e os conflitos sangrentos com os ricos proprietários de terras.
Ele trabalha na peça "The Marriage", uma comédia da vida, criada entre 1833 a 1842, por Nikolai Gogol (1809-1852), tentando transformar em música os acentos naturais do diálogo naturalista da peça. A peça teve sua primeira apresentação no Teatro Alexandrinsky, em São Petersburgo.
Como as tentativas de adaptação da peça de Nikolai Gogol, não deram certo, Mussorgsky se dedica então a escrever sua ópera sobre a história de Boris Godunov. Todavia, depois de pronta, nenhuma das edições da ópera Boris Godunov teve permissão para aparecer nos teatros imperiais. Exemplo disso, é o Teatro Mariinski se recusara a encenar a obra. "Os Cinco", e Mussorgsky entre eles, são caluniados e o grupo começa a se desintegrar. Quando Boris Godunov é finalmente apresentado em 1874, é um sucesso popular. A obra se distingue por um alto nível de atuação. O realizador transmitiu a ligação entre a música do compositor, a sua obra e as origens folclóricas vivas. Enquanto isso, . A diretoria se rende quando toda a cidade começa a protestar; a ópera é um tremendo sucesso. Boris Godunov muda radicalmente a direção da obra dos compositores russos.

## Premiações[3]
- Prêmio aos artistas Nikolai Suvorov e Alexander Veksler no Festival de Cannes (1951).
- Prêmio Stalin, 1º grau (1951).

## Elenco[6]
- Aleksandr Borisov, como Modest Mussorgski
- Nikolay Cherkasov, como Vladimir Stasov
- Vladimir Balashov, como Mily Balakirev
- Yuri Leonidov, como Alexander Borodin
- Andrei Popov, como Nikolai Rimsky-Korsakov
- Bruno Frejndlikh, como Cesar Cui
- Fyodor Nikitin, como Aleksandr Dargomyzhsky
- Lyubov Orlova, como Yuliya Platonova[7]
- Lidiya Shtykan, como Alexandra Purgold
- Valentina Ushakova, como Nadezhda Purgold
- Lidiya Sukharevskaya, como Helena Pavlovna
- Ram Lebedev, como Ilya Repin
- Nikolay Trofimov, como estudante
- Valentin Yantsat, como Filaret Mussorgsky
- Konstantin Adashevsky
- Vasily Bezzubenko
- Lev Fenin
- Georgiy Georgiu
- Vladimir Morozov, como Ivan Melnikov
- Georgy Orlov, como Osip Petrov
- Victor Morozov
- Grigory Shpigel, como von Metz (não creditado),
- Alexandra Vasilyeva, como a mãe de Modest Mussorgski
- Vasili Sofronov, como Vyasheslav Safronov
- Ivan Dmitriev
- Igor Dmitriev